# Tadeusz Tomkiewicz
Tadeusz Edward Tomkiewicz (ur. 11 marca 1903 w Kołomyi, zm. 16 maja 1972 w Łodzi) – major piechoty Wojska Polskiego, instruktor harcerski.

## Życiorys
Absolwent szkoły powszechnej i szkoły średniej w Rawie Ruskiej, gdzie od 1913 roku związany był z harcerstwem. W latach 1921−1923 uczęszczał do Szkoły Podchorążych i Oficerskiej Szkoły Piechoty w Warszawie. 2 lipca 1923 Prezydent RP mianował go podporucznikiem ze starszeństwem z 1 lipca 1923 i 51. lokatą w korpusie oficerów piechoty, a minister spraw wojskowych wcielił do 39 Pułku Piechoty w Jarosławiu. Później został przeniesiony do 16 Pułku Piechoty w Tarnowie. W latach 1932−1937 był komendantem tarnowskiego Hufca Harcerzy, który pod jego komendą znacząco się rozwinął. Rozwinął działalność Koła Przyjaciół Harcerstwa, do którego aktywizował środowisko żołnierzy 16 pp. 29 kwietnia 1933 został awansowany na kapitana ze starszeństwem z 1 stycznia 1933 i 129. lokatą w korpusie oficerów piechoty. W 1937 został przeniesiony do Korpusu Ochrony Pogranicza. W marcu 1939 pełnił służbę w Batalionie KOP „Dolina” na stanowisku dowódcy 2 kompanii granicznej, a później w Batalionie KOP „Hoszcza” na stanowisku dowódcy kompanii odwodowej.
We wrześniu 1939 roku walczył w okolicach Stróż, Jasła, Gorlic i Krosna. W latach 1940−1944 był członkiem ZWZ-AK, jako szef uzbrojenia w sztabie Inspektoratu Krosno działając pod pseudonimem "Hel". W 1945 roku przeniesiony do rezerwy w stopniu majora. Był pracownikiem rafinerii nafty w Jedliczu, a po przeniesieniu do Łodzi w latach 1950−1970 pracował w spółdzielczości.

## Odznaczenia
- Srebrny Krzyż Zasługi – 1938 za zasługi w służbie ochrony pogranicza[10]